# Brachygrammatella speciosissima
Brachygrammatella speciosissima är en stekelart som först beskrevs av Alexandre Arsène Girault 1912.  Brachygrammatella speciosissima ingår i släktet Brachygrammatella och familjen hårstrimsteklar. Inga underarter finns listade.